# Razbora klínoskvrnná
Razbora klínoskvrnná (Trigonostigma heteromorpha (Duncker, 1904)) je sladkovodní paprskoploutvá ryba z čeledi kaprovitých.

## Popis
Razbora klínoskvrnná je drobná hejnová rybka dorůstající délky 5 cm. Zbarvení je oranžovočervenavé s výraznou černou trojúhelníkovou skvrnou v zadní polovině těla. Nemá vousky. Samice jsou větší a plnější v břichu a skvrna nepokrývá celou jeho část, zatímco samci jsou menší a skvrna pokrývá plně boční stranu. Při vhodné péči se může dožít 6 let. Ryby nacházející se v Thajsku, jsou menší a štíhlejší oproti rybkám v Singapuru.

## Rozšíření
Razbora klínoskvrnná je původem z Malajského poloostrova (jižního Thajska a Malajsie), Sumatry (Indonésie) a Singapuru. Vyskytuje se v klidných pomalu tekoucích vodách.

## Význam
Razbora klínoskvrnná je akvarijní ryba. Prvně byla do Evropy přivezena v roce 1906 Juliem Reicheltem.

## Akvarijní nároky
Tato rybka by měla být chována v hejnu minimálně o 8 jedincích (čím více, tím lépe), při teplotě mezi 26–28 °C. Akvárium by mělo mít objem aspoň 54 litrů. Razbora klínoskvrná potřebuje jak místo pro plavání tak i místa, kde se může schovat. Jelikož je tato rybka mírumilovné povahy, mohou k ní být umísťovány další druhy ryb např. dánio pruhované, živorodky či labyrintky nebo pancéřníčci. Jako potrava jí slouží běžně prodávaná komerční vločková krmiva nebo drobná mražená či živá krmiva (vířníci, žábronožky solné, patentky, koretry). Rybky by měly být krmeny denně, množství krmiva by mělo být tolik, co rybky sní během 3 minut, zbytky potravy je potřeba odstraňovat. Doporučuje se provádět pravidelnou výměnu vody – 25 až 50 %, alespoň 1× měsíčně. V Česku se chová ve třech barevných varientách v černé, zlaté a modré. 

## Rozmnožování
Před plánovaným třením je nutné vybraný pár dlouhodobě krmit několikrát denně kvalitní a živou potravou. Když jsou samice dobře krmeny, začínají se jim břicha plnit jikrami. Pro úspěšný odchov je nutné odebrat pár a umístit ho do 6litrové vytíračky s vloženou dlouholistou rostlinou, např. kryptokorynou, zakucelkou či anubiasem, na které se pár vytírá na spodní straně listů, otočen břichem vzhůru, není nutné umisťovat filtr či vzduchování. Samice vypouští 6–12 jiker během jednoho tření. Jelikož rodiče požírají své jikry je vhodné umístit na dno rošt či mřížku (fasádní perlinka), aby jikry propadly na dno. Po úspěšném tření, které by mělo proběhnout do 24 h od umístění páru do vytíračky, je nutné rodiče odlovit. Při jednom celém tření naklade samice kolem 200 nažloutlých jiker, které se líhnou během 24 hodin. Po odlovení páru je vhodné vytíračku zatemnit a snížit hladinu vody na 10–15 cm.

## Odchov
Potěr se rozplave po 5 dnech a dosahuje 3–4 mm, ihned začíná přijímat drobnou potravu (vířníky, nauplie buchanek a čerstvě vylíhlou žábronožku solnou) či umělé prachové krmivo pro potěr. Při odchovu je nutno hlídat kvalitu vody, nejvhodnější je měkká voda 0,2–0,5 °dKH s neutrálním pH. Při dodržení všech parametrů a podmínek pro odchov této rybky roste potěr rychle.